# Anthodioctes guiomardi
Anthodioctes guiomardi is een vliesvleugelig insect uit de familie Megachilidae. De wetenschappelijke naam van de soort is voor het eerst geldig gepubliceerd in 2003 door Urban.